# 岩戶山古墳
33°13′47.49″N 130°33′9.77″E / 33.2298583°N 130.5527139°E
岩戶山古墳（日语：／ Iwatoyama Kofun）是位於日本福岡縣八女市北部的一座古墳，其形狀為前方後圓墳。
岩戶山古墳為日本國之史跡中「八女古墳群」的一座古墳，也是九州地方北部最大規模的古墳。據推定，建於6世紀前半葉，也就是古墳時代後期。
岩戶山古墳以東西方向為主軸，後圓部位於東側。其內部主體不明，根據電氣探查推定內部為橫穴式石室。根據推定，此古墳的被葬者為筑紫君磐井。出土有大量的石人石馬。
1955年12月23日，岩戶山古墳被日本指定為國之史跡。1978年3月24日，周圍的古墳群也被合併入史跡，更名為「八女古墳群」。